# U.S. Route 14
Pour les articles homonymes, voir Route 14.
La U.S. Route 14 (US 14) est une US Route ouest–est. Elle fait partie des routes originales de 1926. Elle parcourt un total de 1 445 miles (2 326 km), pour la plupart du trajet en parallèle à l'I-90.
Le terminus ouest de la route est à l'entrée est du Parc national de Yellowstone dans le Wyoming et son terminus est se trouve à Chicago, Illinois. Son terminus ouest est également le terminus ouest de la US 16 ainsi que le terminus ouest du segment est de la US 20.

## Description du tracé
|       | mi       | km       |
| ----- | -------- | -------- |
| WY    | 449,21   | 722,93   |
| SD    | 439,75   | 707,71   |
| MN    | 288,32   | 464,01   |
| WI    | 198,49   | 319,44   |
| IL    | 69,55    | 111,93   |
| Total | 1 445,32 | 2 326,02 |

### Wyoming

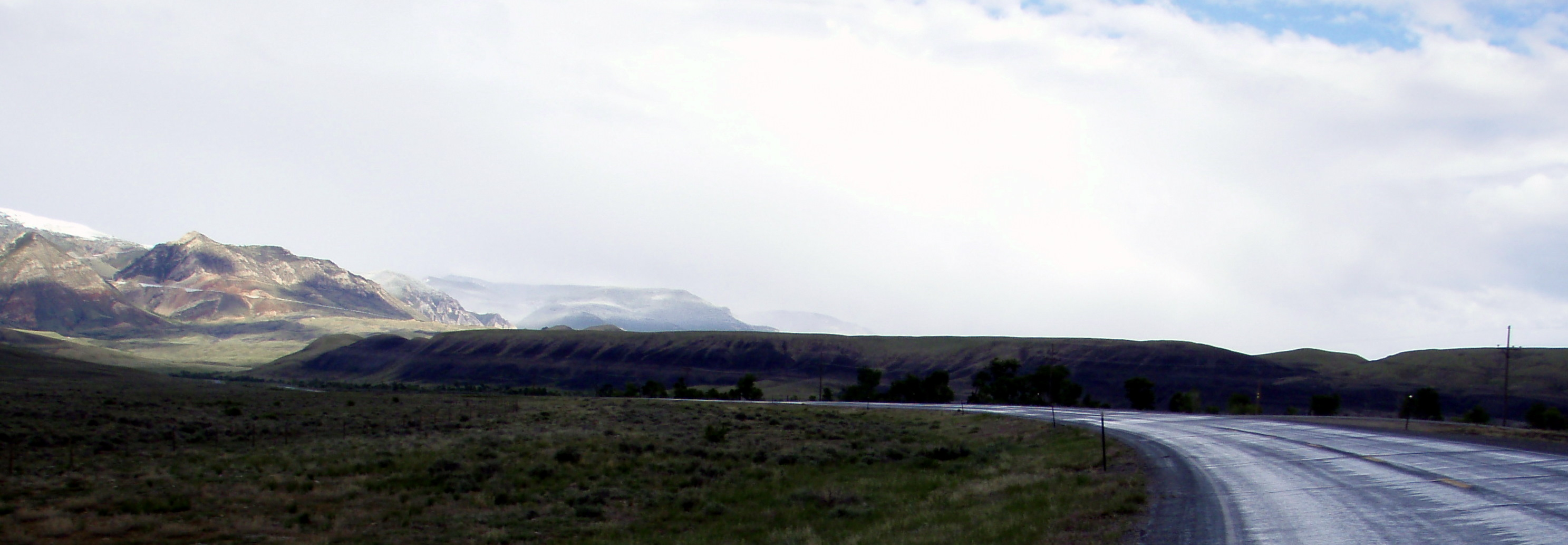
US 14 au Wyoming en face des Bighorn Mountains depuis l'ouest

La US 14 débute à l'entrée est du Parc national de Yellowstone, avec la US 16 et le segment est de la US 20. Elle passe par la Forêt nationale de Shoshone jusqu'à Cody, où la US 14A se sépare au nord. Les deux routes traversent le Bighorn Basin suivi par une ascension escarpée jusqu'au sommet des Bighorn Mountains et à travers la Forêt nationale de Bighorn. Elles se rejoignent finalement à Burgess Junction. La US 14 descend le flanc est des Bighorns entre Burgess Junction et Dayton. La US 14 longe brièvement l'I-90 au sud entre Ranchester et Sheridan. La route tourne vers l'est et le sud pour encore rejoindre l'I-90 près de Gillette. Elle s'en éloigne un peu jusqu'à Carlile et la rejoint pour traverser ensemble la frontière avec le Dakota du Sud.

### Dakota du Sud
Le segment de la US 14 au Dakota du Sud entre dans l'état en multiplex avec l'I-90. Elle la suit jusqu'à Wall, en passant par Spearfish, Sturgis et Rapid City. Dans cette section, entre Spearfish et Sturgis, la US 14A prend naissance pour entrer dans le nord de la Forêt nationale des Black Hills. Elle forme une boucle au sud de la US 14 et passe par Lead et Deadwood.
À Wall, la US 14 se sépare de l'I-90. Elle passe par Philip, Midland, Pierre, Highmore, Miller, Wolsey, Huron, De Smet, Arlington et Brookings. À l'est de Brookings, elle traverse la frontière avec le Minnesota.
La US 14 et la US 83 desservent Pierre, l'une des quatre capitales d'état qui ne sont pas desservies par une autoroute faisant partie du réseau des Interstates.

### Minnesota

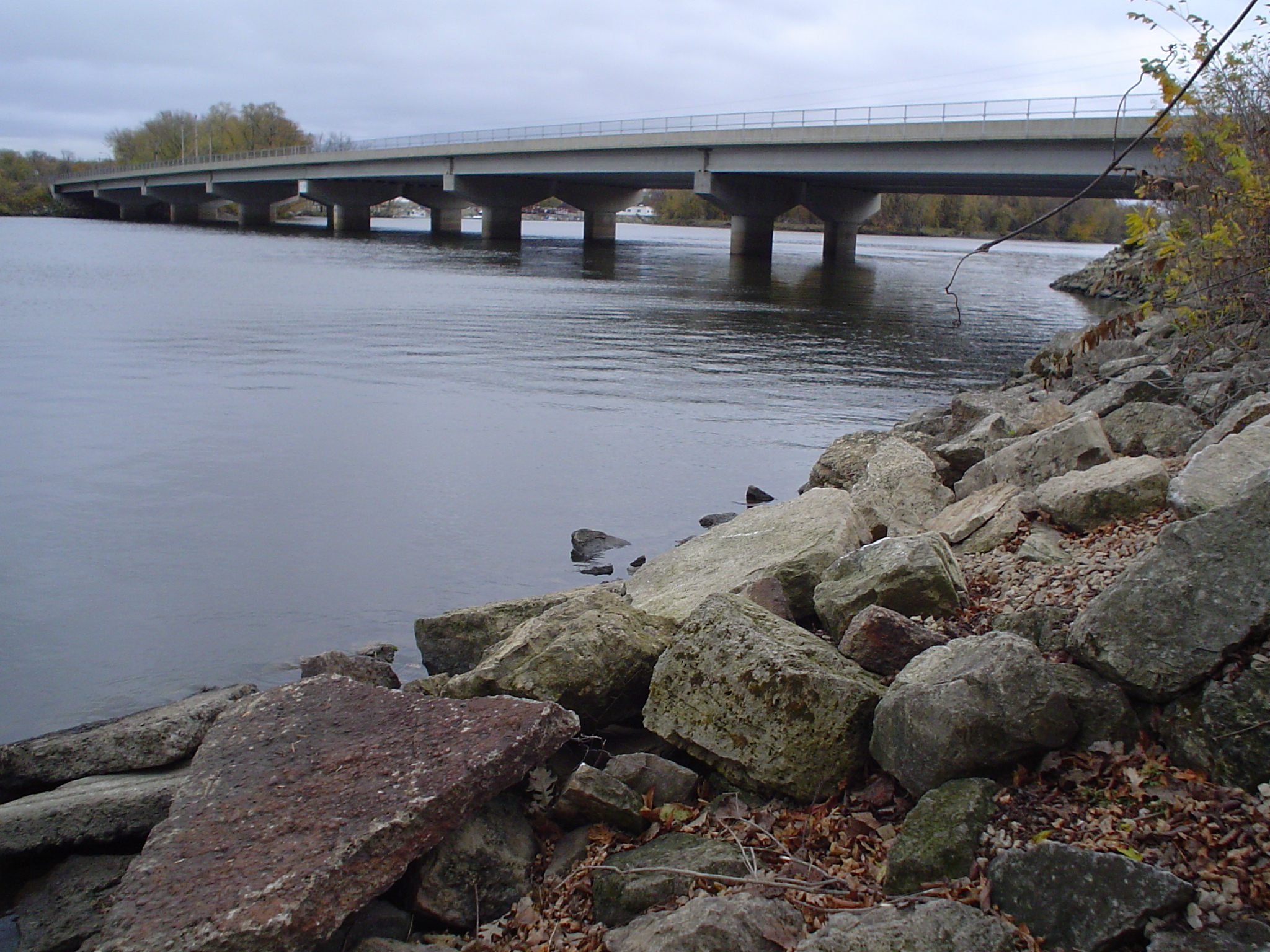
Le pont portant la US 14 / US 61au-delà du fleuve Mississippi entre La Crescent, Minnesota et La Crosse, Wisconsin.

La US 14 entre au Minnesota à l'ouest de Lake Benton. Elle se dirige vers l'est en desservant plusieurs petites villes comme Balaton, Tracy, Revere, Lamberton, Sanborn et Sleepy Eye comme route à deux voies, jusqu'à New Ulm, où elle est brièvement une route à chaussées divisées. Entre New Ulm et Mankato, la route se situe au nord de la rivière Minnesota. Peu après être entrée à North Mankato, la route devient une autoroute de contournement et elle devient une voie rapide à l'est de Mankato. Elle passe ensuite par Janesville, Waseca et Owatonna, où elle rencontre l'I-35 et la US 218. Elle se continue ensuite vers l'est en direction de Rochester, toujours sous forme de voie rapide avec quelques échangeurs et autres intersections à niveau. Une fois à Rochester, elle forme un multiplex avec la US 52 / US 63. Après ce multiplex, elle reprend sa route vers l'est et traverse Rochester comme route à chaussées divisées. Après Rochester, la route redevient une route à deux voies et longe l'I-90 jusqu'à Winona, où elle rencontre la US 61 et forme un multiplex avec celle-ci. La route longe le Mississippi jusqu'à Dakota, où elle intègre le tracé de l'I-90 jusqu'au nord de La Crescent. La US 14 / US 61 traverse La Crescent et traverse ensuite le Mississippi pour entrer au Wisconsin, à La Crosse.

### Wisconsin

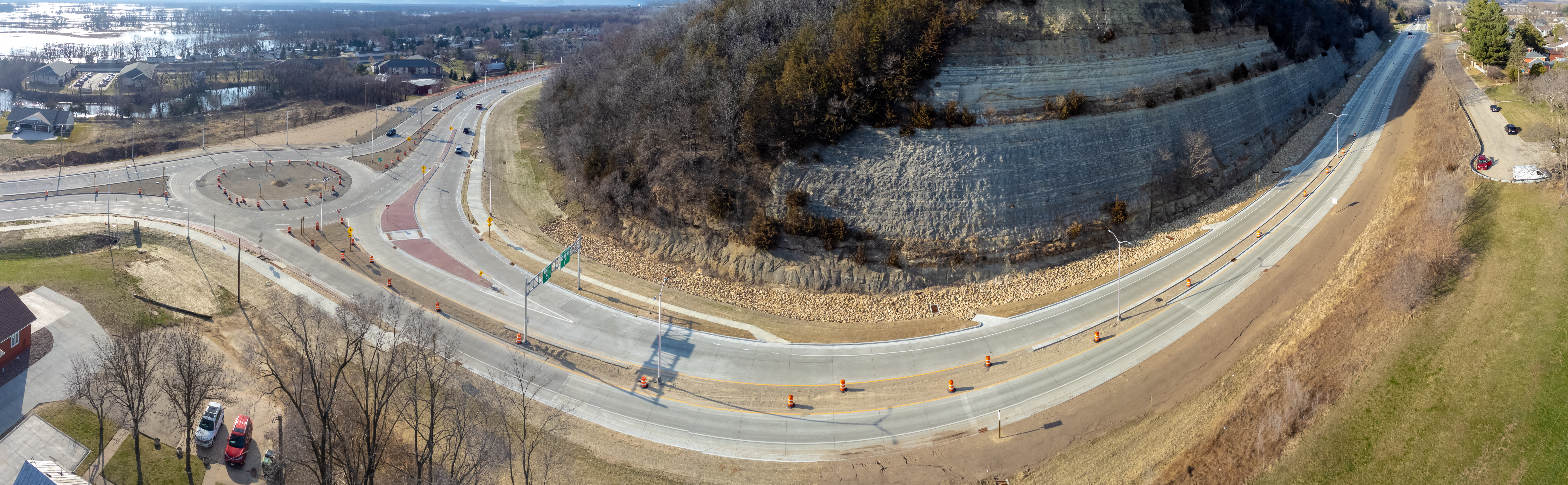
Rond-point US 14 / US 61 à La Crosse

La US 14 entre dans l'état en multiplex avec la US 61 à La Crosse. Elle passe par le sud du Wisconsin, plus rural. Elle atteint Westby et Readstown, où la US 61 quitte la US 14. La US 14 continue vers le sud-est jusqu'à Spring Green. Elle traverse la rivière Wisconsin et se poursuit vers l'est jusqu'à Middleton. Là, elle rencontre la US 12, avec laquelle elle forme un multiplex autour de Madison. Au sud-ouest de la ville, elle rencontre aussi la US 18 qui se joint au multiplex. Au sud de la ville, elle quitte le multiplex et se dirige vers le sud en passant par Oregon et Evansville avant d'atteindre Janesville, qu'elle contourne par le nord. Elle y croise la US 51 ainsi que l'I-39 / I-90. Elle se dirige vers le sud-est, traverse l'I-43, passe par Darien et Walworth avant d'atteindre la frontière avec l'Illinois.

### Illinois

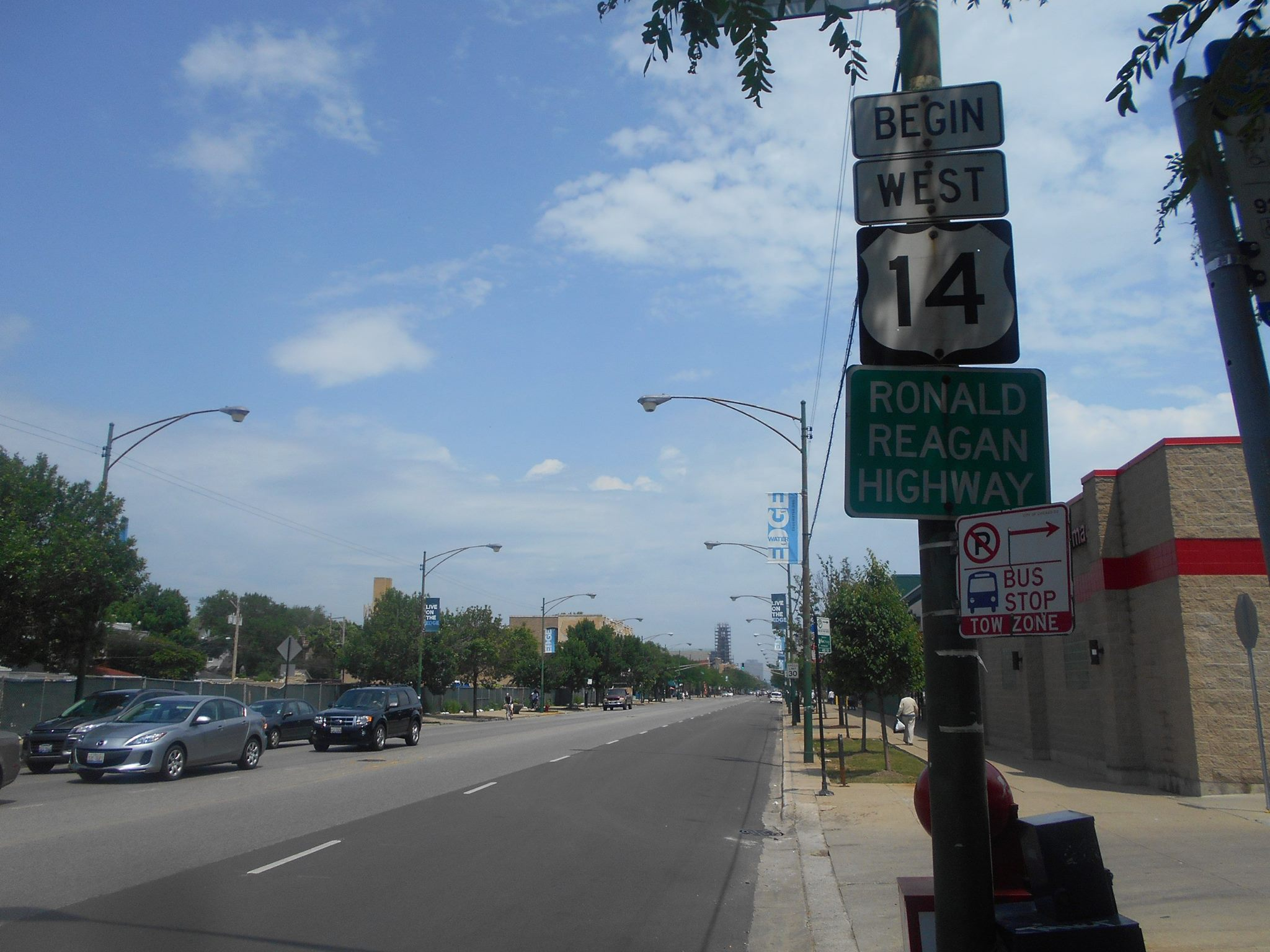
Début de la US 14 à Chicago.

En Illinois, la US 14 se dirige vers le sud-est depuis le nord de Harvard jusqu'à Chicago via Woodstock et les banlieues nord-ouest. À Des Plaines, elle croise la US 12 / US 45 et continue vers l'est. Elle rencontre l'I-294. Elle bifurque ensuite au sud et rencontre l'I-94, au nord de Chicago. Elle croise une première fois la US 41 sur W Paterson Avenue. Elle bifurque ensuite vers le sud-est sur N Ridge Avenue et prend ensuite la direction sud sur N Broadway. À l'intersection avec la US 41 (W Foster Avenue), la US 14 prend fin.
Dans le passé, la US 14 se prolongeait vers le sud sur Lake Shore Drive jusqu'à Michigan Avenue.

## Intersections majeures
Wyoming
 US 16 / US 20 à l'entrée est du Parc national de Yellowstone, au sud-est de Pahaska Tepee. Les routes forment un multiplex jusqu'à Greybull.
 US 310 au nord-ouest de Greybull
 I-90 / US 87 au nord-est de Ranchester. Les routes forment un multiplex jusqu'à Sheridan.
 US 16 au sud-est de Sheridan. Les routes forment un multiplex jusqu'à Moorcroft.
 I-90 à Gillette. Les routes forment un multiplex jusqu'à Moorcroft.
 I-90 à Sundance
 I-90 à Sundance. Les routes forment un multiplex jusqu'à Wall, Dakota du Sud.
Dakota du Sud
 US 85 au nord de North Spearfish. Les routes forment un multiplex jusqu'à Spearfish.
 I-190 / US 16 à Rapid City
 US 83 à Fort Pierre. Les routes forment un multiplex jusqu'au sud-ouest de Blunt.
 US 281 au nord-ouest de Wolsey. Les routes forment un multiplex jusqu'au sud-est de Wolsey.
 US 81 à Arlington. Les routes forment un multiplex jusqu'au sud d'Arlington.
 I-29 à Brookings
Minnesota
 US 75 à Lake Benton. Les routes forment un multiplex dans la ville.
 US 59 au nord de Garvin
 US 71 au nord de Sanborn
 US 169 aux limites entre North Mankato et Mankato
 I-35 / US 218 à Owatonna. La US 14 / US 218 forment un multiplex jusqu'au sud-est d'Owatonna.
 US 52 / US 63 à Rochester. Les routes forment un multiplex dans la ville.
 US 61 à Winona. Les routes forment un multiplex jusqu'à Readstown, Wisconsin.
 I-90 à Dakota. Les routes forment un multiplex jusqu'au nord de La Crescent.
Wisconsin
 US 53 à La Crosse
 US 12 à Middleton. Les routes forment un multiplex jusqu'à Madison.
 US 18 / US 151 à Madison. Les routes forment un multiplex dans la ville.
 US 51 à Janesville
 I-39 / I-90 à Janesville
 I-43 à Darien
Illinois
 US 12 / US 45 à Des Plaines
 I-294 à Des Plaines
 I-94 à Chicago
 US 41 à Chicago
 US 41 à Chicago

## Routes auxiliaires
- US 14A, route alternative au Wyoming. Elle passe au nord du tracé principal, entre Cody et Burgess Junction, via Powell, Garland et Lovell.
- US 14A, route alternative au Dakota du Sud. Elle passe au sud du tracé principal, entre Spearfish et Sturgis, via Savoy, Lead et Deadwood.